# Līgatne
Līgatne est une ville sur la rivière Gauja en Lettonie. Elle a 1 304 habitants pour une superficie de 7,4 km2.
Līgatne est l'un des plus anciens centres de production de papier de Lettonie. La production de papier a commencé ici en 1815 dans le moulin du manoir de Paltmale, qui a été adapté pour la production de papier, l'usine de papier, qui fonctionne toujours, a été construite un peu plus tard. Après la construction de l'usine de papier, Līgatne a commencé à se transformer en un établissement humain, qui a acquis les droits de la ville en 1993.
Līgatne est situé sur le territoire du parc national de Gauja. Ici, passe la voie verte de Līgatne - un massif forestier avec plus de 5 km de sentiers et de sentiers pour les piétons et les cyclistes, ainsi que pour l'équitation, où des animaux sauvages et des oiseaux typiques de la faune lettone peuvent être observés dans les volières. Il y a aussi un ferry à travers la Gauja. Dans les environs de Līgatne, les rives de la Gauja sont rocheuses et de forme inhabituelle.